# Cosmopterix attenuatella
Cosmopterix attenuatella ist ein Schmetterling (Nachtfalter) aus der Familie der Prachtfalter (Cosmopterigidae).

## Merkmale
Die Falter erreichen eine Flügelspannweite von 9 bis 10 Millimeter. Der Kopf hat eine grauweiße Stirn (Frons), der Scheitel (Vertex) und das Nackenbüschel sind braun. An den Seiten und in der Mitte befinden sich weiße Linien. Der Halskragen ist braun. Das erste Segment der Labialpalpen ist sehr kurz, das zweite Segment ist 4/5 so lang wie das dritte, innen weiß und außen braun und mit einer weißen Längslinie gezeichnet. Das dritte Segment ist weiß, an den Seiten befinden sich braune Linien.
Das Basissegment der Fühler ist braun und vorn mit einer weißen Linie versehen. Ventral ist es weiß. Die Fühlergeißel ist dunkelbraun und mit einer unterbrochenen Linie gezeichnet, die von der Basis bis 2/3 der Fühlerlänge reicht. Mit Beginn der zweiten Fühlerhälfte folgt auf zwei weiße Segmente jeweils ein braunes Segment. Bei 3/4 der Fühlerlänge befinden sich zwei weiße Ringe, die aus zwei Segmenten bestehen. Diese werden von zwei braunen Segmenten getrennt. Der Fühler hat subapikal einen weiteren weißen Ring aus drei Segmenten und an der Spitze fünf braune Segmente.
Thorax und Tegulae sind braun. Der Thorax hat eine weiße Mittellinie, die Tegulae sind innen mit einer Linie gezeichnet. Die Beine sind graubraun, die Femora der mittleren und hinteren Beine sind fahler. Die Tibien und Tarsenglieder der Vorderbeine haben eine weiße Linie. Die Tibien der mittleren Beine haben basal und medial eine schräge weiße Linie und einen weißen Apikalring. Die Tarsenglieder weisen einen sehr breiten, weißen Apikalring auf. Das fünfte Tarsenglied ist vollständig weiß. Die Tibien der Hinterbeine sind ebenso gefärbt wie die der mittleren Beine. Das erste Tarsenglied der Hinterbeine hat einen weißen Basalring und einen weißen Apikalring. Die zweiten bis vierten Tarsenglieder haben gelblich weiße Apikalringe, das fünfte Tarsenglied ist komplett gelblich weiß. Die Sporne sind weiß und haben ventral einen dunkelgrauen Strich.
Die Vorderflügel sind dunkelbraun und in der Basalregion mit vier schmalen weißen Linien gezeichnet. Die Subcostallinie reicht von der Flügelbasis bis zu 1/5 der Vorderflügellänge und krümmt sich distal von der Costalader weg. Die Mediallinie befindet sich oberhalb der Analfalte und reicht von ersten Fünftel bis zum ersten Drittel der Vorderflügellänge. Die Subdorsallinie ist ebenso lang wie die Mediallinie oder etwas länger und liegt etwas weiter von der Flügelbasis entfernt. Die Dorsallinie reicht von der Flügelbasis bis zu 1/3 der Vorderflügellänge. Die weiße Linienzeichnung der Basalregion ist vor allem bei der Medial- und Subdorsallinie leicht variabel.
Eine leuchtend dunkelgelbe bis orange Querbinde befindet sich hinter der Flügelmitte. Sie verjüngt sich zum Flügelinnenrand und ist in der Mitte dünn in Richtung Apex verlängert. Innen grenzt sie an eine höckrige, fahl goldene Binde. Diese reicht nicht bis zur Costalader und verläuft leicht schräg nach innen. An die Außenseite grenzt ein aus schwärzlichen Schuppen bestehender Fleck, der am äußeren Rand von zwei höckrigen, fahl goldenen Costal- und Dorsalflecken umgeben ist. Der Dorsalfleck ist ungefähr doppelt so groß wie der Costalfleck. An letzteren grenzt außen ein weißer Costalstrich. Beide Flecke sind innen dunkelbraun umrandet. Die weiße Apikallinie ist in der Mitte meist schmaler oder unterbrochen. Die Fransenschuppen sind dunkelbraun und am Flügelinnenrand fahler. Die Hinterflügel sind graubraun und haben auch graubraune Fransenschuppen.
Das Abdomen ist dorsal braun, die Segmente sind orangebraun gefleckt. Seitlich ist es grau und ventral dunkelgrau. Die Segmente sind hinten weiß gebändert. Das Afterbüschel der Männchen ist ockerfarben, bei den Weibchen ist es braun und hat ventral einen weißen Fleck.
Bei den Männchen ist das rechte Brachium hakenförmig und hat eine platte, scharfe Spitze. Es ist ungefähr dreimal so lang wie das linke Brachium. Der obere Rand der Valven ist stark konkav, der untere Rand ist leicht konkav, der Caudalrand ist konvex. Die Valvellae sind schlank, bogenförmig und zugespitzt. Der Aedeagus ist pfeilförmig und sehr schmal. Der vordere Teil ist leicht nach oben gebogen, der hintere Teil ist kurz und weitet sich distal.
Bei den Weibchen ist der hintere Rand des 7. Sternits gerade. Das 8. Segment ist doppelt so breit wie lang. Das Ostium bursae ist länglich. Das Sterigma ist flaschenförmig. Der Ductus bursae ist sehr schmal und mehr als zweimal so lang wie das Corpus bursae. Das Corpus bursae ist länglich und besitzt keine Signa.

### Ähnliche Arten
Cosmopterix attenuatella ähnelt Cosmopterix crassicervicella, unterscheidet sich von dieser Art aber durch die unterbrochene Linie auf den Fühlern, die von der Basis bis 2/3 der Fühlerlänge reichen. Die Vorderflügel sind gestreckter und ungefähr zehnmal so lang wie breit. In der Basalregion liegen die Mittellinie und die Subdorsallinie nahezu gegenüber. Das Abdomen ist dorsal braun, die Segmente sind orangebraun gepunktet.

## Verbreitung
Cosmopterix attenuatella kommt auf Madeira, den Kanarischen Inseln und in den tropischen Regionen der Alten- und Neuen Welt vor. Alle Meldungen vom europäischen Festland beziehen sich auf Cosmopterix crassicervicella.

## Biologie
Die Raupen entwickeln sich an Simsen (Scirpus) und Nussgras (Cyperus rotundus). Sie minieren in den Blättern und beginnen die Mine an der Blattspitze. Die Minie wächst nach unten und nimmt das ganze Blatt ein. In der Mine sind Kotballen sichtbar. Ältere Bereiche der Mine werden braun und verwelken, während frisch befressene Abschnitte fahl gelb sind. Die Raupen verpuppen sich in der Mine in einem länglichen, weißen Kokon. Im Süden der Gemäßigten Zone bildet die Art vermutlich zwei Generationen, in den Tropen können während des ganzen Jahres Falter gefunden werden.

## Systematik
Es sind folgende Synonyme bekannt:
- Cosmopteryx mimetis Meyrick, 1897
- Cosmopteryx flavofasciata Wollastone, 1879
- Gelechia attenuatella Walker, 1864
- Cosmopteryx apiculata Meyrick, 1922
- Cosmopteryx antillia Forbes, 1931
- Cosmopteryx venefica Meyrick, 1915
- Cosmopterix apiculata Meyrick, 1922

## Belege
1. 1 2 3 4 5 6  J. C. Koster, S. Yu. Sinev: Momphidae, Batrachedridae, Stathmopodidae, Agonoxenidae, Cosmopterigidae, Chrysopeleiidae. In: P. Huemer, O. Karsholt, L. Lyneborg (Hrsg.): Microlepidoptera of Europe. 1. Auflage. Band 5. Apollo Books, Stenstrup 2003, ISBN 87-88757-66-8, S. 116 (englisch).
2. 1 2  J. C. Koster (2010): The genera Cosmopterix Hübner and Pebobs Hodges in the New World with special attention to the Neotropical fauna (Lepidoptera: Cosmopterigidae). Zool. Med. Leiden 84 (10), S. 251–575, ISSN 0024-0672.
3. ↑  Cosmopterix attenuatella bei Fauna Europaea. Abgerufen am 11. Januar 2012